# Gare de Varssenaere
La gare de Varssenaere, ou gare de Varsenare, est une ancienne halte ferroviaire belge de la ligne 50A, de Bruxelles à Ostende située à Varsenare, dans la commune de Jabbeke, en Région flamande dans la province de Flandre-Occidentale.
Elle est mise en service en 1887 par les Chemins de fer de l’État belge et ferme à tous trafics en 1984.
Aujourd'hui, elle est utilisée comme salle des fêtes.

## Situation ferroviaire

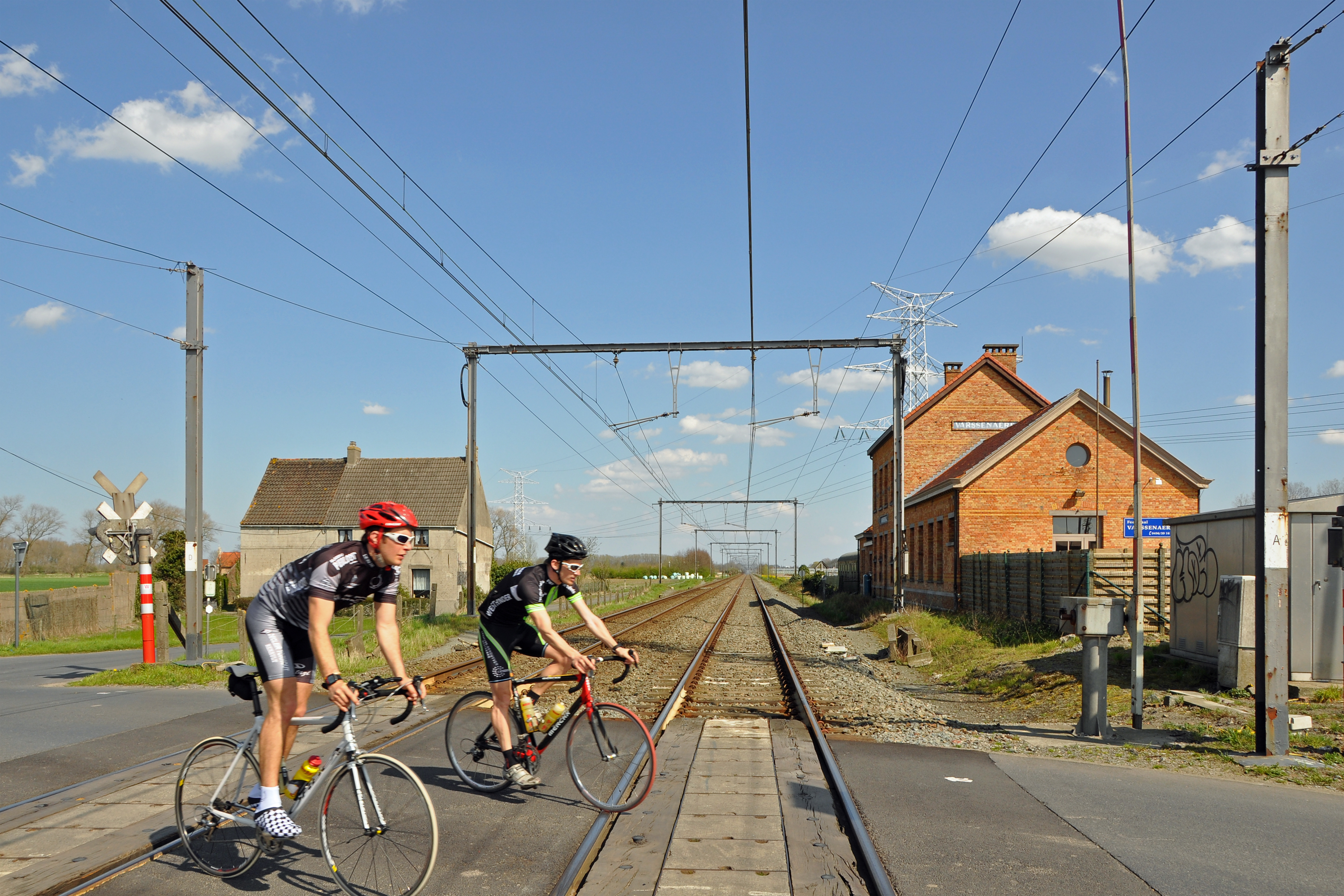
Passage à niveau devant l'ancienne gare

La gare de Varsenaere se trouvait au point kilométrique (PK) 98,90 de la ligne 50A, de Bruxelles à Ostende, entre la gare de Bruges et celle, fermée, de Jabbeke.

## Histoire

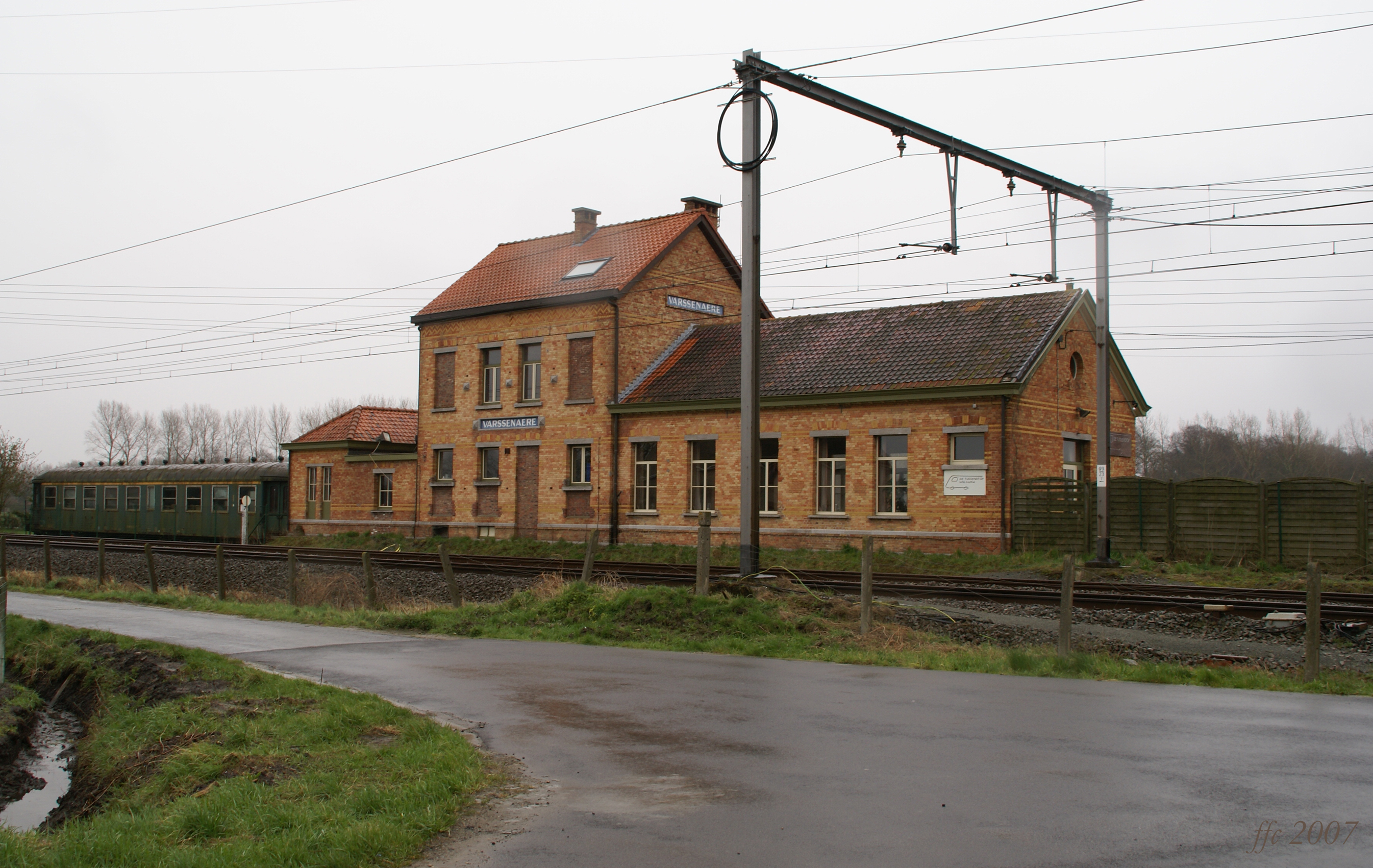
La gare en 2008.

La ligne de Bruges à Ostende est mise en service le 28 août 1838 par l’Administration des chemins de fer de l’État belge (future SNCB). Jusqu'en 1887, la seule gare sur la commune est celle de Jabbeke.
En 1887, un point d'arrêt voit le jour à Varssenaere (désormais orthographié Varsenare). Établi au passage à niveau de la Westernieuwweg, qui portera un temps le nom de Stationsstraat en français : « rue de la Gare ».
C'est alors un petit point d’arrêt avec une caisse de wagon en bois comme salle d’attente. Elle finit par devenir une gare à part entière dotée d'un bâtiment des recettes, sorti de terre en 1909.
Inauguré en 1910, il appartient au plan type 1893 doté d'une aile de six travées à gauche.
La SNCB, arguant du déclin du trafic des voyageurs, décide de fermer toutes les gares de la ligne 50A entre Bruges et Ostende avant l'instauration du Plan IC-IR, le 3 juin 1984.
Un particulier a racheté le bâtiment de la gare ainsi qu’une Voiture K1 de première classe datant des années 1930. Il s'agit d'une A9, ex B9 de seconde classe avant la disparition de la 3e classe en 1956, dotée de nouvelles fenêtres et bogies dans les années 1960. L'ancienne salle des guichets rénovée, la voiture K1 et le jardin font partie d'un bar / salle des fêtes.

### Nom de la gare
Elle portait le nom de Varssenaere (ancienne orthographe de Varsenare) ; ce nom est encore visible sur la façade et a été repris tel quel pour le nom de la salle des fêtes.